# Frederico Nasser
Frederico Jayme Nasser (Rio de Janeiro, 1945 – São Paulo, 2020) foi um pintor, desenhista, gravurista, escultor, ensaísta, professor e editor brasileiro conhecido por sua participação na Nova Figuração brasileira e na criação do grupo artístico Rex. Estudante da Fundação Armando Álvares Penteado e da Faculdade de Filosofia, Letras e Ciências Humanas da Universidade de São Paulo, participou da Bienal Internacional de Arte de São Paulo em 1967 e realizou exposições em diversas cidades do Brasil.